# Мирные огоньки
«Мирные огоньки» — новогодний музыкальный проект, снимающийся усилиями волонтёров на пожертвования зрителей, созданный в качестве альтернативы новогодним шоу российского телевидения. Транслируется 31 декабря на различных интернет-площадках. В первом концерте 2024 года участвовали в том числе Евгений Хавтан, Максим Леонидов, Татьяна Лазарева, Теона Дольникова, Борис Гребенщиков. В концерте 2025 года снимались «Би-2», «Каста», «Noize МC», Монеточка, АИГЕЛ и другие исполнители. По разным оценкам концерт 2024 года собрал в общей сложности от 650 тысяч до 1.2 миллиона зрителей.

## Название
Продюсер проекта Сергей Рассказов объясняет название проекта так:
«Вы не одни, нас много» — это главное, что хотим донести зрителям. Нашим концертом мы хотим создать для людей чувство общности, что они не одни во всём мире, дать поддержку. И вот это объединение также помогает проложить мостик между артистами и аудиторией. Артистов перестали показывать по ТВ, и мы придумали, как вытащить их в народ и вернуть в новогоднюю ночь.

## История создания
Проект начат в 2024 году Сергеем Рассказовым, дизайнером из Швейцарии. По словам Сергея, он сам не мог найти подходящее шоу для новогодней ночи, и начал думать про создание нового, собравшего бы артистов, выступающих за мир. После твита с предложением «сделать новогодний огонек с продакшеном не хуже, чем на Первом канале, только оппозиционный, с шутками про Путина, с тостами за мир и так далее» удалось найти и профессиональных специалистов для проведения съёмок и жертвователей. 
«Твит залетел, там у него было порядка 250 тыс. просмотров, что-то такое, то есть там пара других репостов, они набрали в общей сложности там кучу лайков, кучу ретвиттов, кучу реакций, и, получается, что когда меня эта идея меня посетила, я её зафорсил и она завирусилась, оставалось уже 2 месяца, ноябрь и декабрь»
Первыми группами, согласившимися на участие в проекте, стали «Сансара» и «АлоэВера», а вера в успех пришла к создателям проекта после присоединения к нему актёра Александра Филиппенко.
На новый 2024 год в концерте «Мирные огоньки» приняли участие боле 10 различных артистов. Работать пришлось в условиях ограниченного времени, и поскольку съемки проходили в декабре, договориться с рядом артистов оказалось уже невозможным.
К новому 2025 году организаторы «Мирных огоньков» получили больше времени на подготовку, что позволило провести съемки в 13 городах: в Берлине, Вильнюсе, Ереване, Тбилиси, Лондоне, Лос-Анджелесе и других. Состав участников расширился: в концерте приняли участие Би-2, Каста, Noize MC, Монеточка, Дмитрий Назаров, АлоэВера и другие. По словам одной из основательниц проекта Анастасии Моргуновой, договориться с артистами было проще, так как они уже знали о проекте. Впервые у шоу появился ведущий, а выступления артистов связаны общей сценической концепцией.

## Участники первого концерта (2024)
- Василий Зоркий
- Соня Шац
- Варвара Шмыкова
- Александр Филиппенко
- Илья Аксельрод
- Максим Леонидов
- Евгений Хавтан
- Ice Hokku
- Антон Долин
- Арсен Бегляров
- Игр Титов Banvivan
- Теона Дольникова
- FromScratch
- Maksok
- Oqjav
- Pinhas x Vova Sheqel
- WHAT production

## Участники второго концерта (2025)
- Би-2
- АлоэВера
- Noize MC
- Каста
- Дмитрий Назаров
- Ольга Васильева
- Аигел
- Людмила Петрушевская
- Гарик Оганисян
- Вася Обломов
- Анна Друбич
- Борис Репетур
- Муся Тотибадзе
- Артур Смольянинов
- Монеточка
- Ирина Приходько
- NaviBand
- Джавид Гагулов
- Света Бень
- Галя Чикис
- Alex Norden